# Пекло (фільм, 2016)
«Пекло» (англ. Brimstone) — міжнародно-спродюсований фільм, знятий Мартіном Кулговеном. Світова прем'єра стрічки відбулась 3 вересня 2016 року на Венеційському кінофестивалі. В український прокат кінокартина вийшла 12 січня 2017 року. Фільм розповідає про дівчину на ім'я Ліз, яка переховується від переслідування диявольського проповідника.

## Синопсис
Відтоді, як новий преподобний зійшов на кафедру, Ліз розуміє, що вона та її сім'я перебувають у великій небезпеці.

## У ролях
- Дакота Феннінг — Ліз
- Гай Пірс — проповідник
- Емілія Джонс — Джоанна
- Кіт Герінгтон — Семюел
- Каріс ван Гаутен — Анна
- Пол Андерсон — Френк
- Вілл Хьюстон — Елі
- Джек Холлінгтон — Метью

## Визнання
| Нагороди та номінації фільму «Пекло» | Нагороди та номінації фільму «Пекло» | Нагороди та номінації фільму «Пекло»   | Нагороди та номінації фільму «Пекло» | Нагороди та номінації фільму «Пекло» | Нагороди та номінації фільму «Пекло» |
| Рік                                  | Кінопремія / Кінофестиваль           | Категорія / Нагорода                   | Номінант                             | Результат                            |                                      |
| ------------------------------------ | ------------------------------------ | -------------------------------------- | ------------------------------------ | ------------------------------------ | ------------------------------------ |
| 2016                                 | Венеційський кінофестиваль           | «Золотий лев» за найкращий фільм       | «Пекло»                              | Номінація                            |                                      |
| 2016                                 | Лондонський кінофестиваль            | Найкращий фільм                        | «Пекло»                              | Номінація                            |                                      |
| 2017                                 | Нідерландський кінофестиваль         | Найкращий фільм                        | «Пекло»                              | Перемога                             |                                      |
| 2017                                 | Нідерландський кінофестиваль         | Найкращий режисер художнього фільму    | Мартін Кулговен                      | Перемога                             |                                      |
| 2017                                 | Нідерландський кінофестиваль         | Найкращий сценарій художнього фільму   | Мартін Кулговен                      | Номінація                            |                                      |
| 2017                                 | Нідерландський кінофестиваль         | Найкращий оператор                     | Рогір Стофферс                       | Перемога                             |                                      |
| 2017                                 | Нідерландський кінофестиваль         | Найкраща музика до фільму              | Junkie XL                            | Перемога                             |                                      |
| 2017                                 | Нідерландський кінофестиваль         | Найкраща робота художника-постановника | Флоріс Вос                           | Перемога                             |                                      |
| 2017                                 | Нідерландський кінофестиваль         | Найкраще звукове оформлення            | Герман Піт                           | Перемога                             |                                      |
| 2017                                 | Премія Європейської кіноакадемії     | Найкращий грим та зачіски              | Ліндерт ван Німвеген                 | Перемога                             |                                      |
| 2017                                 | Сатурн                               | Найкращий фільм іноземною мовою        | «Пекло»                              | Номінація                            |                                      |